# هوارد هوفمان
هوارد هوفمان (بالإنجليزية: Howard Hoffman)‏ هو طبيب أمريكي، ولد في 3 مارس 1899 في ميشيغان في الولايات المتحدة، وتوفي في 2 فبراير 1975 في لودينغتون في الولايات المتحدة.